# Vili Kamsi
Vili (Willy) Kamsi (ur. 17 grudnia 1926 w Bari, zm. 24 stycznia 2017 w Szkodrze) – albański archeolog, historyk, geograf, bibliotekarz, tłumacz, ambasador Republiki Albanii przy Stolicy Apostolskiej w latach 1993-1996. Tłumaczył albańskie utwory na języki włoski, francuski i angielski.

## Przodkowie
Przodkowie Viliego Kamsiego żyjący w XVIII wieku byli duchowni katolickimi; Pal Kamsi był proboszczem Kościoła Matki Boskiej Szkoderskiej w Tophanë, a 25 maja 1742 roku papież Benedykt XIV mianował go biskupem Szkodry; pełnił tę funkcję do swojej śmierci w dniu 14 kwietnia 1771 roku. Innymi duchownymi byli Kolë Ndoc Kamsi oraz Gjon Kamsi, który, mimo że w 1739 roku został nominowany przez papieża Klemensa XII na biskupa Szkodry, odmówił pełnienia danej funkcji.
Niezwiązany z duchowieństwem był natomiast Pep Kamsi; pracował on jako tłumacz w konsulacie Republiki Weneckiej w Szkodrze.

## Życiorys
Uczęszczał do szkoły jezuickiej w Bari. W 1944 roku przeniósł się do Tirany, gdzie w 1948 roku ukończył naukę w liceum.
W roku 1953 został wysłany do Szkodry, gdzie początkowo pracował w bibliotece miejskiej, następnie do 1963 roku w Urzędzie Miejskim. Brał również czynny udział w badaniach archeologicznych, w latach 1960-1961 kierował pracami konserwatorskimi w Zamku Rozafy, a jego badania są publikowane w różnych tirańskich i szkodreskich czasopismach. W latach 1963–1990 kierował biblioteką Wyższego Instytutu Pedagogicznego w Szkodrze; w tym czasie ilość zbiorów w bibliotece zwiększyła się z 10 tys. do 120 tys. woluminów. Jednocześnie uczęszczał na studia historyczno-geograficzne, które ukończył w 1975 roku.
22 kwietnia 1993 roku, na trzy dni przed podróżą apostolską Jana Pawła II do Albanii, prezydent Sali Berisha mianował Vili Kamsi ambasadorem Republiki Albanii przy Stolicy Apostolskiej; funkcję tę pełnił on do 31 grudnia 1996 roku. Wziął w Watykanie udział w II Sympozjum Przedsynodalnym, które odbywało się od 11 do 14 stycznia 1999 roku.

## Życie prywatne
Jego ojcem był Gjon Kamsi, ten z kolei miał brata o imieniu Kolë.

## Odznaczenia[1]
- Order Naima Frashëriego (1987)
- Krzyż Wielki Orderu Świętego Grzegorza Wielkiego (1995)
- Kawaler Orderu Gwiazdy Solidarności Włoskiej (2005)